# H.264/MPEG-4 AVC

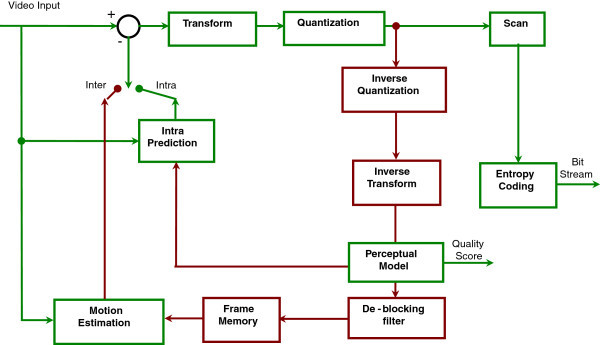
Schemat blokowy warstwy kodowania wideo kodera H.264 z oceną jakości percepcyjnej

AVC (ang. Advanced Video Coding) – standard kodowania sekwencji wizyjnych przyjęty w roku 2003 jako 10. część standardu ISO MPEG-4 oraz jako rekomendacja ITU-T H.264. Projekt x264 zajmuje się stworzeniem otwartej implementacji tego standardu w postaci kodera. Istnieje również OpenH264 autorstwa Cisco na licencji Simplified BSD License.
Efektywność kompresji formatu AVC dzięki wprowadzeniu nowych rozwiązań jest o wiele większa niż poprzednich standardów: MPEG-1, MPEG-2 czy MPEG-4 część 2 (którego popularne implementacje to DivX i Xvid).

## Innowacje
Do najważniejszych innowacji AVC można zaliczyć:
- predykcja międzyobrazowa z adaptacyjnym podziałem obrazu na bloki o rozmiarze 4×4, 4×8, 8×4, 8×8, 8×16, 16×8 lub 16×16 punktów,
- transformacja całkowitoliczbowa,
- predykcyjne kodowanie wewnątrzobrazowe,
- estymacja wektorów ruchu z dokładnością do 1/4 odstępu próbkowania,
- długookresowa pamięć obrazów,
- kodowanie entropijne uniwersalnymi kodami o zmiennej długości (UVLC) lub adaptacyjne kodowanie arytmetyczne (CABAC).

## Profile kompresji
- Profil Podstawowy – Baseline Profile (BP) Głównie dla aplikacji o najniższym wykorzystaniu kodera, ten profil wykorzystywany jest przede wszystkim do wideokonferencji oraz urządzeń i aplikacji przenośnych.
- Profil Główny – Main Profile (MP) Uniwersalny dla klientów przekazów strumieniowych np. satelitarnych DVB-S2 oraz naziemnych DVB-T i DVB-T2 o rozdzielczości nieprzekraczającej 720×576 pikseli.
- Profil Wysoki – High Profile (HiP) Głównie wykorzystywany dla klientów przekazów strumieniowych o wysokiej rozdzielczości np. satelitarnych DVB-S2 oraz naziemnych DVB-T i DVB-T2. Skuteczniejszy od Main Profile, ponieważ jest w stanie w pełni skorzystać z rozdzielczości 1280×720i, 1280×720p oraz 1920×1080i. Stosowany jest również do kompresji filmów na dyskach HD DVD i Blu-ray.

## Charakterystyka
|                                    | Ograniczony Podstawowy | Podstawowy | Rozszerzony | Główny | Wysoki | Wysoki 10 | Wysoki 4:2:2 | Wysoki 4:4:4 Predykcyjny |
| ---------------------------------- | ---------------------- | ---------- | ----------- | ------ | ------ | --------- | ------------ | ------------------------ |
| I and P Slices                     | Tak                    | Tak        | Tak         | Tak    | Tak    | Tak       | Tak          | Tak                      |
| B Slices                           | Nie                    | Nie        | Tak         | Tak    | Tak    | Tak       | Tak          | Tak                      |
| SI and SP Slices                   | Nie                    | Nie        | Tak         | Nie    | Nie    | Nie       | Nie          | Nie                      |
| Multiple Reference Frames          | Tak                    | Tak        | Tak         | Tak    | Tak    | Tak       | Tak          | Tak                      |
| In-Loop Deblocking Filter          | Tak                    | Tak        | Tak         | Tak    | Tak    | Tak       | Tak          | Tak                      |
| CAVLC Entropy Coding               | Tak                    | Tak        | Tak         | Tak    | Tak    | Tak       | Tak          | Tak                      |
| CABAC Entropy Coding               | Nie                    | Nie        | Nie         | Tak    | Tak    | Tak       | Tak          | Tak                      |
| Flexible Macroblock Ordering (FMO) | Nie                    | Tak        | Tak         | Nie    | Nie    | Nie       | Nie          | Nie                      |
| Arbitrary Slice Ordering (ASO)     | Nie                    | Tak        | Tak         | Nie    | Nie    | Nie       | Nie          | Nie                      |
| Redundant Slices (RS)              | Nie                    | Tak        | Tak         | Nie    | Nie    | Nie       | Nie          | Nie                      |
| Data Partitioning                  | Nie                    | Nie        | Tak         | Nie    | Nie    | Nie       | Nie          | Nie                      |
| Interlaced Coding (PicAFF, MBAFF)  | Nie                    | Nie        | Tak         | Tak    | Tak    | Tak       | Tak          | Tak                      |
| 4:2:0 Chroma Format                | Tak                    | Tak        | Tak         | Tak    | Tak    | Tak       | Tak          | Tak                      |
| Monochrome Video Format (4:0:0)    | Nie                    | Nie        | Nie         | Nie    | Tak    | Tak       | Tak          | Tak                      |
| 4:2:2 Chroma Format                | Nie                    | Nie        | Nie         | Nie    | Nie    | Nie       | Tak          | Tak                      |
| 4:4:4 Chroma Format                | Nie                    | Nie        | Nie         | Nie    | Nie    | Nie       | Nie          | Tak                      |
| 8 Bit Sample Depth                 | Tak                    | Tak        | Tak         | Tak    | Tak    | Tak       | Tak          | Tak                      |
| 9 and 10 Bit Sample Depth          | Nie                    | Nie        | Nie         | Nie    | Nie    | Tak       | Tak          | Tak                      |
| 11 to 14 Bit Sample Depth          | Nie                    | Nie        | Nie         | Nie    | Nie    | Nie       | Nie          | Tak                      |
| 8x8 vs. 4x4 Transform Adaptivity   | Nie                    | Nie        | Nie         | Nie    | Tak    | Tak       | Tak          | Tak                      |
| Quantization Scaling Matrices      | Nie                    | Nie        | Nie         | Nie    | Tak    | Tak       | Tak          | Tak                      |
| Separate Cb and Cr QP control      | Nie                    | Nie        | Nie         | Nie    | Tak    | Tak       | Tak          | Tak                      |
| Separate Color Plane Coding        | Nie                    | Nie        | Nie         | Nie    | Nie    | Nie       | Nie          | Tak                      |
| Predictive Lossless Coding         | Nie                    | Nie        | Nie         | Nie    | Nie    | Nie       | Nie          | Tak                      |
|                                    | Ograniczony Podstawowy | Podstawowy | Rozszerzony | Główny | Wysoki | Wysoki 10 | Wysoki 4:2:2 | Wysoki 4:4:4 Predykcyjny |

## Poziomy
| Numer poziomu | Max liczba makrobloków na sekundę | Max rozmiar klatki (makrobloków) | Max bit rate wideo (VCL) dla profili Podstawowego, Rozszerzonego i Głównego | Max bit rate wideo (VCL) dla profilu Wysokiego | Max bit rate wideo (VCL) dla profilu Wysokiego 10 | Max bit rate wideo (VCL) dla profili Wysoki 4:2:2 i Wysoki 4:4:4 Predykcyjny      | Przykłady najwyższych możliwych rozdzielczości @ liczby klatek (max pomieszczenie klatek) w Poziomie |
| ------------- | --------------------------------- | -------------------------------- | --------------------------------------------------------------------------- | ---------------------------------------------- | ------------------------------------------------- | --------------------------------------------------------------------------------- | --- |
| 1             | 1485                              | 99                               | 64 kbit/s                                                                   | 80 kbit/s                                      | 192 kbit/s                                        | 256 kbit/s                                                                        | 128×96@30.9 (8) 176×144@15.0 (4)                                                                     |
| 1b            | 1485                              | 99                               | 128 kbit/s                                                                  | 160 kbit/s                                     | 384 kbit/s                                        | 512 kbit/s                                                                        | 128×96@30.9 (8) 176×144@15.0 (4)                                                                     |
| 1.1           | 3000                              | 396                              | 192 kbit/s                                                                  | 240 kbit/s                                     | 576 kbit/s                                        | 768 kbit/s                                                                        | 176×144@30.3 (9) 320×240@10.0 (3) 352×288@7.5 (2)                                                    |
| 1.2           | 6000                              | 396                              | 384 kbit/s                                                                  | 480 kbit/s                                     | 1152 kbit/s                                       | 1536 kbit/s                                                                       | 320×240@20.0 (7) 352×288@15.2 (6)                                                                    |
| 1.3           | 11880                             | 396                              | 768 kbit/s                                                                  | 960 kbit/s                                     | 2304 kbit/s                                       | 3072 kbit/s                                                                       | 320×240@36.0 (7) 352×288@30.0 (6)                                                                    |
| 2             | 11880                             | 396                              | 2 Mbit/s                                                                    | 2.5 Mbit/s                                     | 6 Mbit/s                                          | 8 Mbit/s                                                                          | 320×240@36.0 (7) 352×288@30.0 (6)                                                                    |
| 2.1           | 19800                             | 792                              | 4 Mbit/s                                                                    | 5 Mbit/s                                       | 12 Mbit/s                                         | 16 Mbit/s                                                                         | 352×480@30.0 (7) 352×576@25.0 (6)                                                                    |
| 2.2           | 20250                             | 1620                             | 4 Mbit/s                                                                    | 5 Mbit/s                                       | 12 Mbit/s                                         | 16 Mbit/s                                                                         | 352×480@30.7(10) 352×576@25.6 (7) 720×480@15.0 (6) 720×576@12.5 (5)                                  |
| 3             | 40500                             | 1620                             | 10 Mbit/s                                                                   | 12.5 Mbit/s                                    | 30 Mbit/s                                         | 40 Mbit/s                                                                         | 352×480@61.4 (12) 352×576@51.1 (10) 720×480@30.0 (6) 720×576@25.0 (5)                                |
| 3.1           | 108000                            | 3600                             | 14 Mbit/s                                                                   | 14 Mbit/s                                      | 42 Mbit/s                                         | 56 Mbit/s                                                                         | 720×480@80.0 (13) 720×576@66.7 (11) 1280×720@30.0 (5)                                                |
| 3.2           | 216000                            | 5120                             | 20 Mbit/s                                                                   | 25 Mbit/s                                      | 60 Mbit/s                                         | 80 Mbit/s                                                                         | 1280×720@60.0 (5) 1280×1024@42.2 (4)                                                                 |
| 4             | 245760                            | 8192                             | 20 Mbit/s                                                                   | 25 Mbit/s                                      | 60 Mbit/s                                         | 80 Mbit/s                                                                         | 1280×720@68.3 (9) 1920×1080@30.1 (4) 2048×1024@30.0 (4)                                              |
| 4.1           | 245760                            | 8192                             | 50 Mbit/s                                                                   | 62.5 Mbit/s                                    | 150 Mbit/s                                        | 200 Mbit/s                                                                        | 1280×720@68.3 (9) 1920×1080@30.1 (4) 2048×1024@30.0 (4)                                              |
| 4.2           | 522240                            | 8704                             | 50 Mbit/s                                                                   | 62.5 Mbit/s                                    | 150 Mbit/s                                        | 200 Mbit/s                                                                        | 1920×1080@64.0 (4) 2048×1080@60.0 (4)                                                                |
| 5             | 589824                            | 22080                            | 135 Mbit/s                                                                  | 168.75 Mbit/s                                  | 405 Mbit/s                                        | 540 Mbit/s                                                                        | 1920×1080@72.3 (13) 2048×1024@72.0 (13) 2048×1080@67.8 (12) 2560×1920@30.7 (5) 3680×1536@26.7 (5)    |
| 5.1           | 983040                            | 36864                            | 240 Mbit/s                                                                  | 300 Mbit/s                                     | 720 Mbit/s                                        | 960 Mbit/s                                                                        | 1920×1080@120.5 (16) 4096×2048@30.0 (5) 4096×2304@26.7 (5)                                           |
| 5.2           | 2073600                           | 36864                            | 240 Mbit/s                                                                  | 300 Mbit/s                                     | 720 Mbit/s                                        | 960 Mbit/s                                                                        | 1,920×1,080@172.0 (16) 3,840×2,160@66.8 (5) 4,096×2,160@60.0 (5)                                     |
| Numer poziomu | Max liczba makrobloków na sekundę | Max rozmiar klatki (makrobloków) | Max bit rate wideo (VCL) dla profili Podstawowego, Rozszerzonego i Głównego | Max bit rate wideo(VCL) dla profilu Wysokiego  | Max bit rate wideo(VCL) dla profilu Wysokiego 10  | Max bit rate wideo(VCL) dla profili Wysokiego 4:2:2 i Wysokiego 4:4:4 Predykcyjny | Przykłady najwyższych możliwych rozdzielczości @ liczby klatek (max pomieszczenie klatek) w Poziomie |

## Współczesność
Obecnie standard kodowania H.264/AVC wykorzystywany jest do transmisji telewizji wysokiej rozdzielczości w wielu cyfrowych platformach satelitarnych, oraz, między innymi, jako jeden z podstawowych formatów w oprogramowaniu QuickTime.
Głównym konkurentem H.264/AVC jest WMV firmy Microsoft, przyjęty przez amerykańskie stowarzyszenie SMPTE jako standard VC-1, oraz AVS opracowany przez konsorcjum stworzone przez rząd chiński.
W wyniku rezultatów badań nad udoskonalaniem formatu H.263, grupa JVT (Joint Video Team), łącząca zespoły ekspertów z organizacji ISO oraz ITU, rozpoczęła prace nad standardem kodowania H.26L, który uległ tak dalekim modyfikacjom w porównaniu do algorytmu H.263, że został następnie przemianowany na H.264.
Polski Komitet Normalizacyjny opracował polskie tłumaczenie normy ISO/IEC 14496-10:2004 (standardu kodowania H.264/AVC).

## Patenty
Ostatni patent wygasa 29 listopada 2027. Dlatego też istnieją kampanie promujące porzucenie tego formatu na rzecz Ogg Theora i WebM. Powodem jest także fakt, że o ile użycie do transmisji niekomercyjnej filmu zapisanego w tym formacie w Internecie jest bezpłatne, to samo oprogramowanie do odtworzenia musi pokryć opłatę licencyjną. Inną propozycją (np. Nokii) jest wykorzystanie formatu ITU h.261, którego część została zdefiniowana w lub przed listopadem 1988. Definicja z 1990 H.261 miała pozostałe fragmenty niezawarte w definicji z 1988.